# Пам’ятник жертвам Ходжалінської різанини
Пам’ятник Ходжали у місті Гаага (азерб. Haaqa şəhərində Xocalı abidəsi) — пам’ятник, що споруджений 24 лютого 2008 року у місті Гаага Голландії, як символ протесту проти Ходжалінського геноциду.

## Мати, що питається захистити свою дитину від вірмен
На відкритті першого, спорудженого  за межами Азербайджану, пам’ятника брали участь представники Державного Комітету з Роботи з Азербайджанцями, що Проживають в Іноземних Країнах, співробітники дипломатичного корпусу, представники азербайджанської та турецької діаспор. 
Пам’ятник, що був споруджений в парку «Камперфоеліестраат», є одним із великих проектів культурного об’єднання Голландія-Азербайджан-Тюрк. На пам’ятнику зображена мати, яка підняла над головою свою дитину, щоб захистити її від вірменських загарбників. Висота пам’ятника приблизно 2 метри. На території пам’ятника, що орендована на 30 років, буде посаджений сад.